# Loutkové divadlo

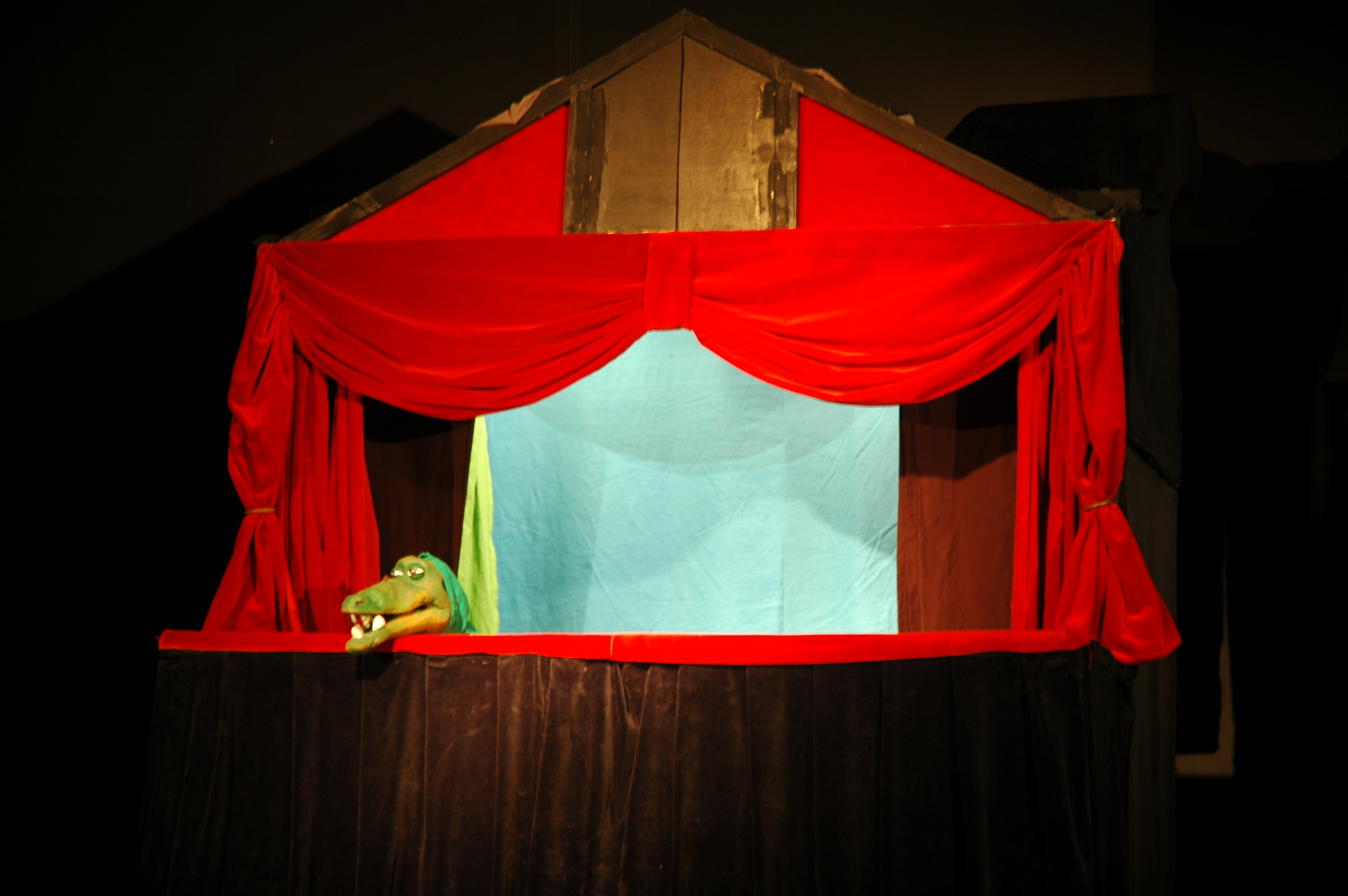
Loutkové divadlo

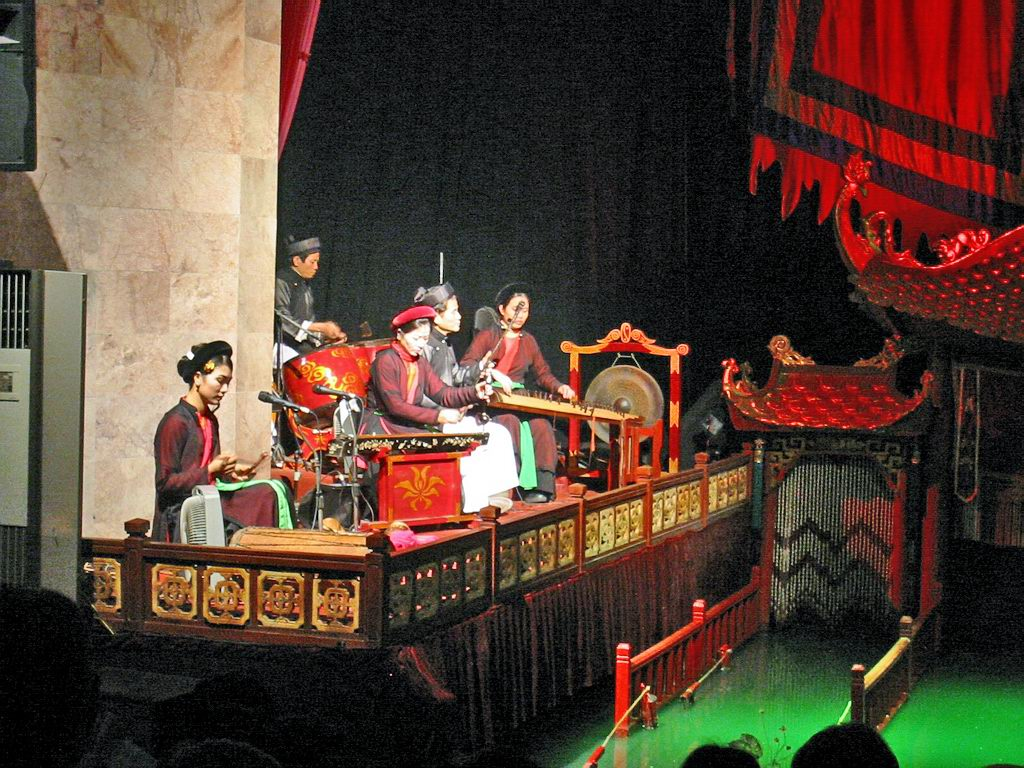
Loutkové divadlo ve Vietnamu

Loutkové divadlo je divadlo, jehož základním (i když často ne jediným) vyjadřovacím prostředkem je neživá hmota – výtvarný předmět – nejtypičtěji loutka. Historii loutkového divadla je možné vysledovat až do starověku, je typickým projevem mnoha národů zejména Asie a Evropy, i když s nějakou formou loutkového divadla se můžeme setkat snad ve všech koutech světa (např. bunraku v Japonsku).

## Formy loutkového divadla
Kromě lidových a tradičních forem loutkového divadla existuje loutkové divadlo kabaretní, experimentující a, zejména ve 20. století budovaná, divadla „kamenná“ se stálým divadelním provozem. V evropském regionu je ale asi nejtypičtější formou loutkového divadla malá (1–3členná) kočující (tedy mobilní) skupina hrající v kulturních a školských zařízeních, na přehlídkách a festivalech a samozřejmě na nejrůznějších poutích, jarmarcích, slavnostech apod.
Loutkové divadlo je dnes často chápáno jako divadlo pro děti, ale to je tradice velmi mladá. Většinou šlo vždy o zábavu vícegenerační.

## Loutkové divadlo v českých zemích
V českých zemích patří loutkové divadlo k tradičním formám divadelní zábavy. Záznamy o povolení (i zakázání) loutkářských vystoupení v Praze existují z počátku 18. století. Předpokládá se proto, že loutkáři zde vystupovali již v 17. století.
Mezi nejznámější loutkáře českých dějin patří Matěj Kopecký se svojí postavou Kašpárka a v novodobé historii Josef Skupa a Miloš Kirschner s loutkami Spejbla a Hurvínka, které je možné vidět dodnes (Divadla Spejbla a Hurvínka).
K českým zvláštnostem v oboru loutkového divadla také patří založení mezinárodní celosvětové loutkářské organizace UNIMA. Stalo se tak na počátku 20. století v Praze v Říši loutek a prvním předsedou byl PhDr. Jindřich Veselý. Dále je to vznik celosvětově prvního odborného časopisu Loutkář a konečně i vznik celosvětově první vysoké loutkářské školy (dnes KALD DAMU).

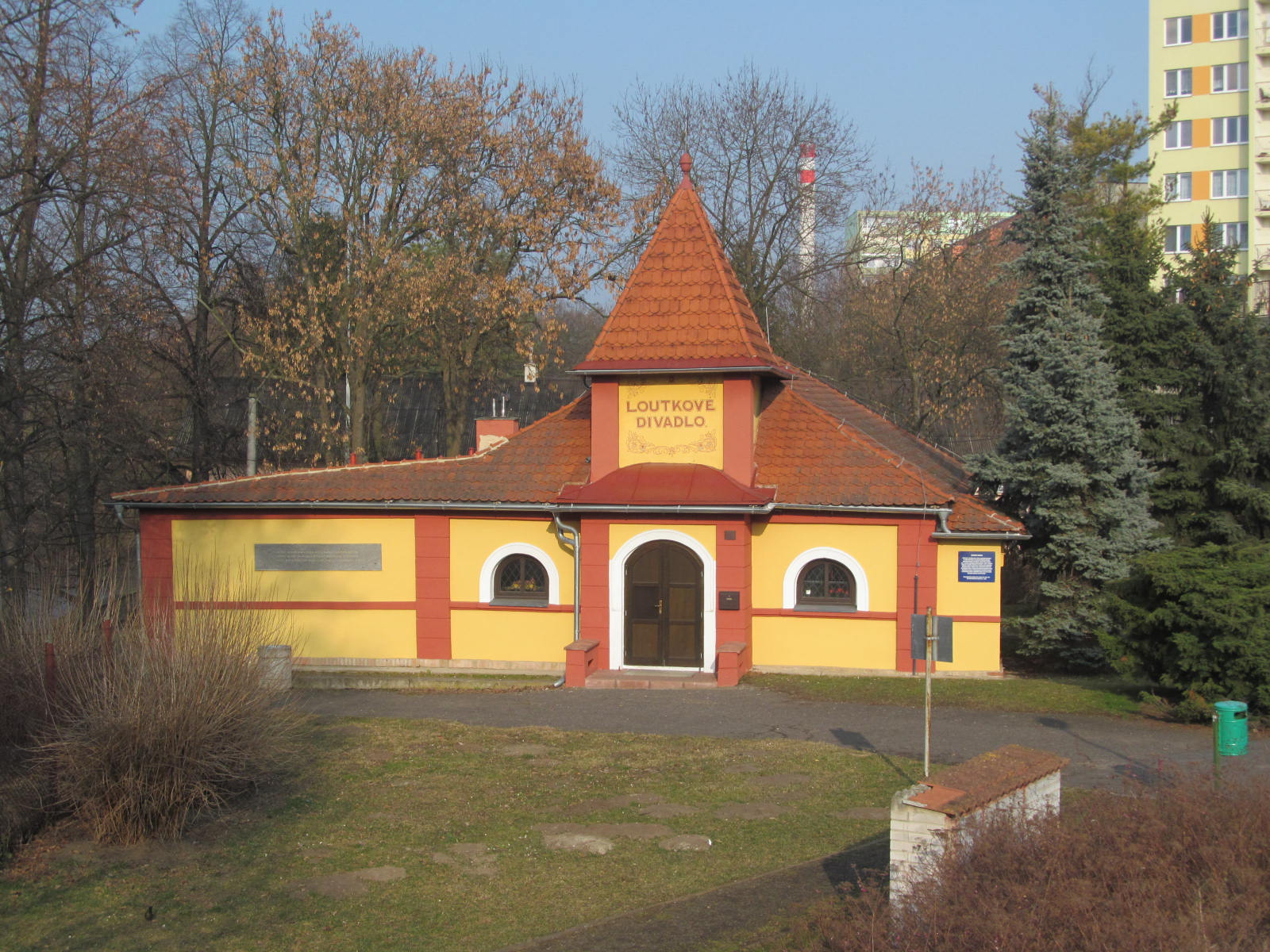
Loutkové divadlo Louny, nejstarší loutkové divadlo v České republice

Loutkové divadlo v Lounech, které bylo vystaveno v roce 1920, je nejstarší stálé (kamenné) loutkové divadlo v České republice a pravděpodobně i v Evropě.

## Současná česká loutková divadla

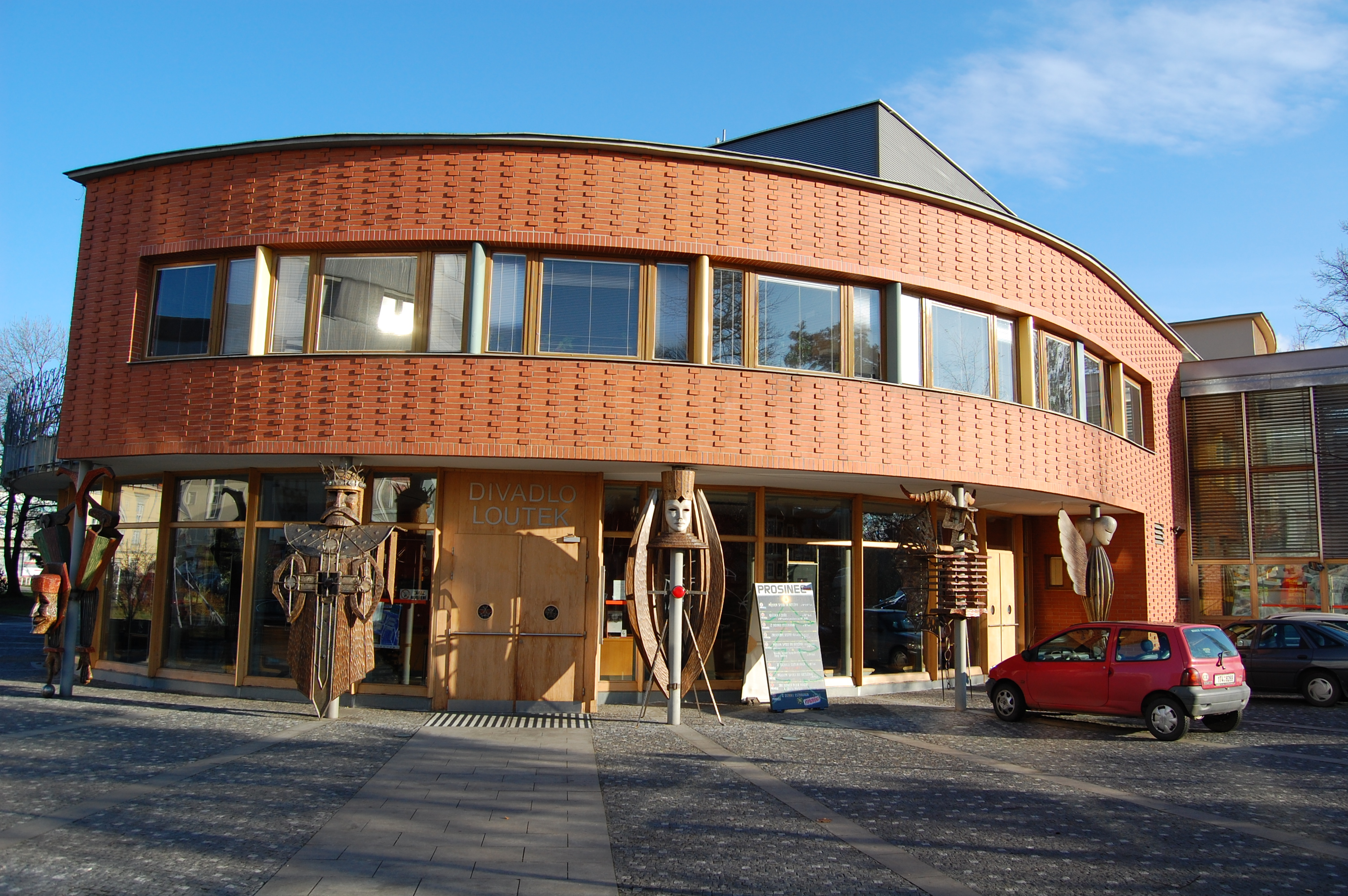
Ostravské divadlo loutek

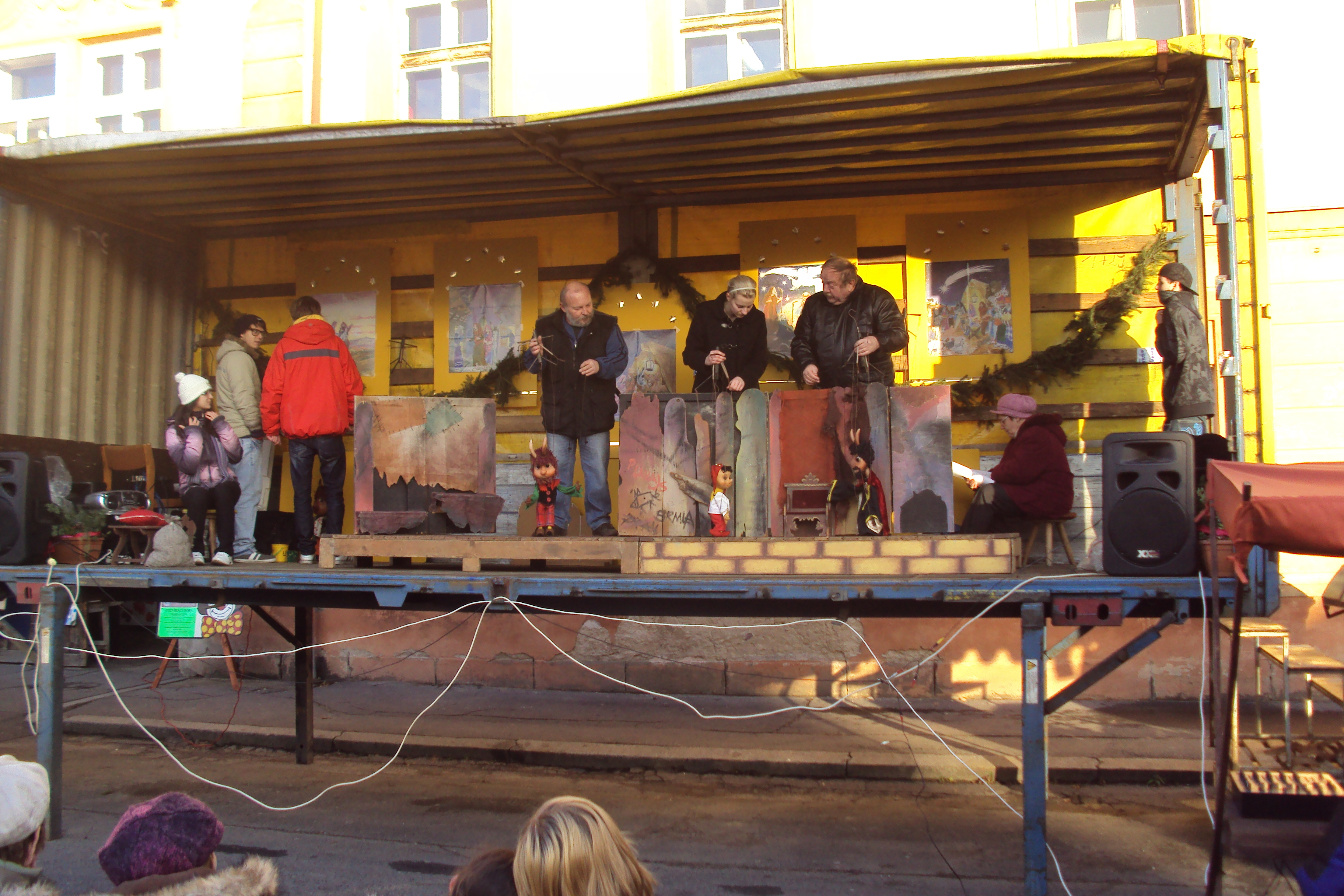
Soubor Klubíčko Cvikov vystoupil v Zákupech

V České republice dnes působí cca 300 amatérských souborů, celá řada souborů na poloprofesionální a profesionální bázi (přesné statistiky nejsou známy) a stálé („kamenné“) scény (řazeny abecedně):
- Alfa – Plzeň
- Buchty a loutky – Praha (Švandovo divadlo)
- Bajka – Český Těšín (Těšínské divadlo)
- České loutkové divadlo Praha – Jan Amos Vaněk
- Divadlo Drak – Hradec Králové
- Divadlo loutek – Ostrava
- Divadlo Minor – Praha
- Divadlo Radost – Brno
- Divadlo rozmanitostí – Most
- Divadlo Spejbla a Hurvínka – Praha
- Docela velké divadlo – Litvínov
- Lampion – Kladno
- Malé divadlo –
- Naivní divadlo Liberec
- Říše loutek – Praha
- Loutkové divadélko Dráček – Svinné
- Loutkové divadlo Louny – Louny
- Loutkové divadlo Martínek – Libáň
- Loutkové divadlo Starost – Prostějov
- Tradiční loutkové divadlo Zvoneček – Praha
- Loutkové divadlo Jiskra – Praha 8
- Amatérské loutkové divadlo Bedruňka – Brno
- Happy Theater, amatérský alternativně-loutkový soubor – Brno
- Říše loutek – Kroměříž
- Kašpárkovi kamarádi – Olšany u Prostějova
- Loutkové divadlo TJ Sokol I Prostějov (Pronitka)

## Loutkové divadlo v zahraničí (příklady)

### Loutky

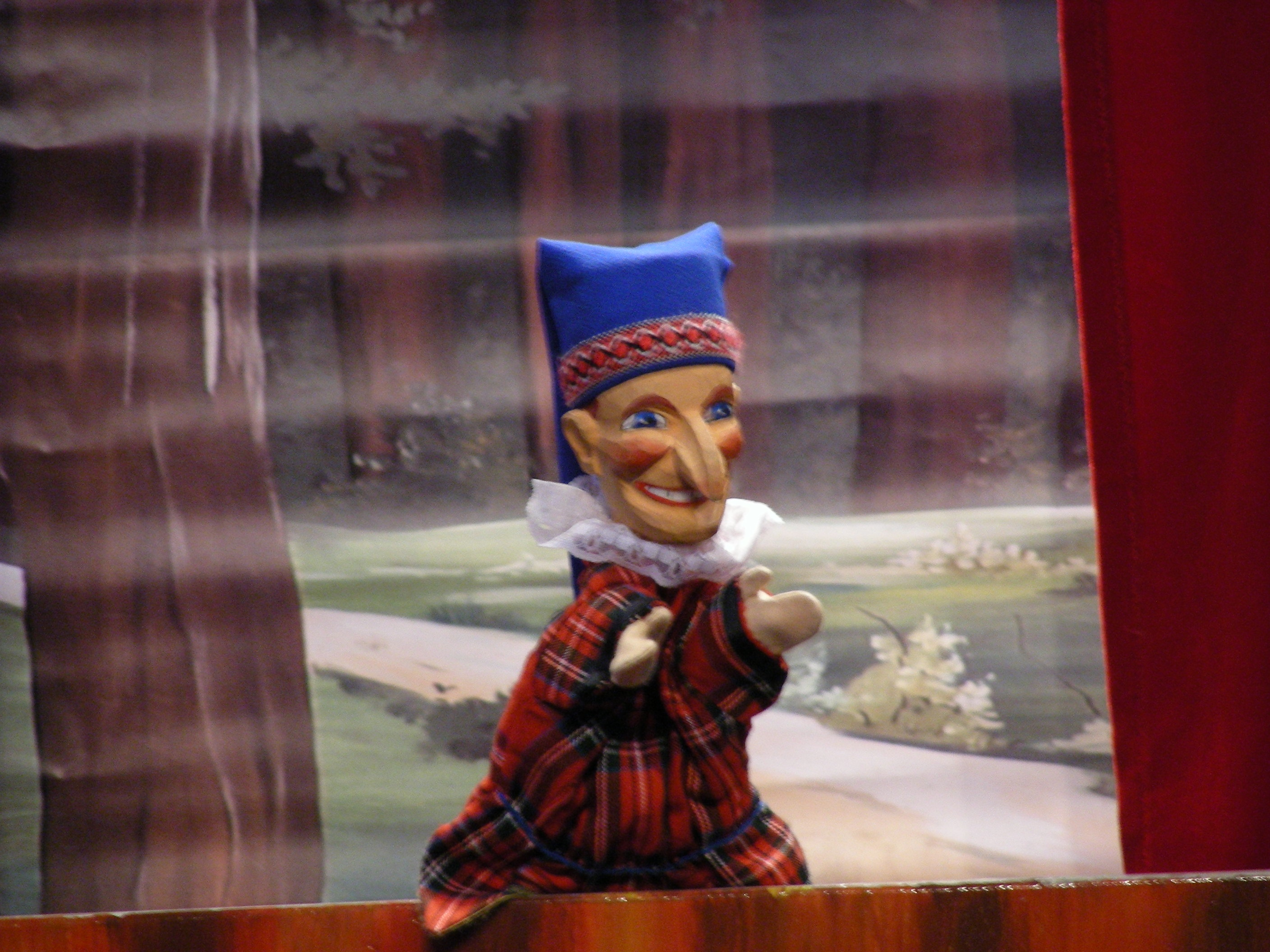
Kasperle (loutka z německého prostředí)
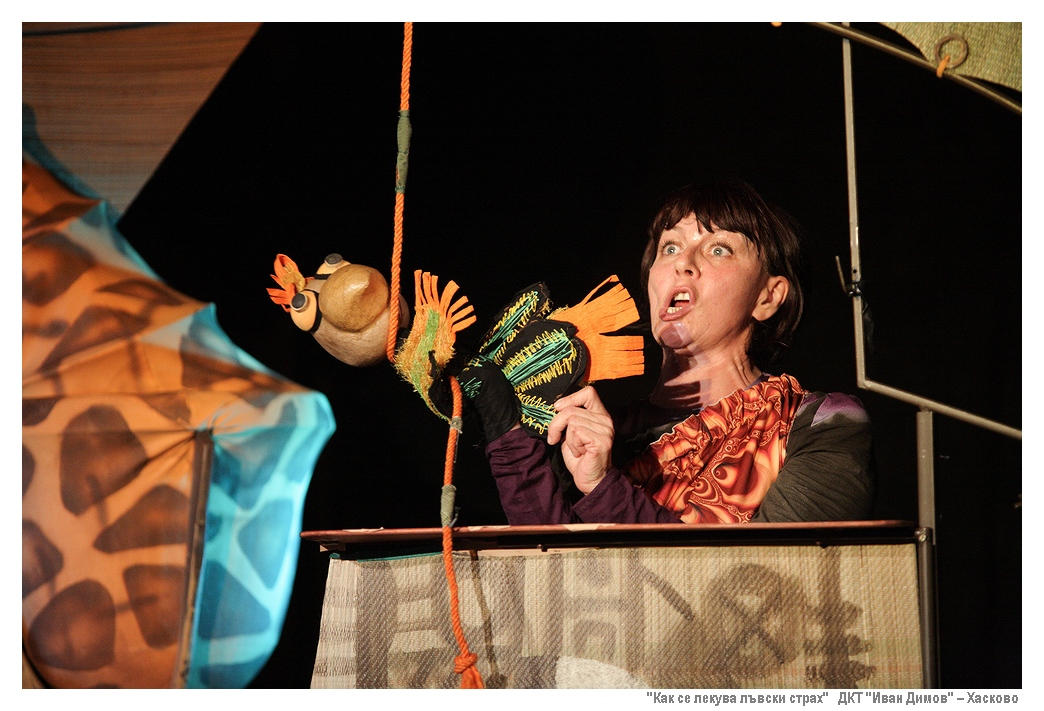
Sofia (Bulharsko), 2011
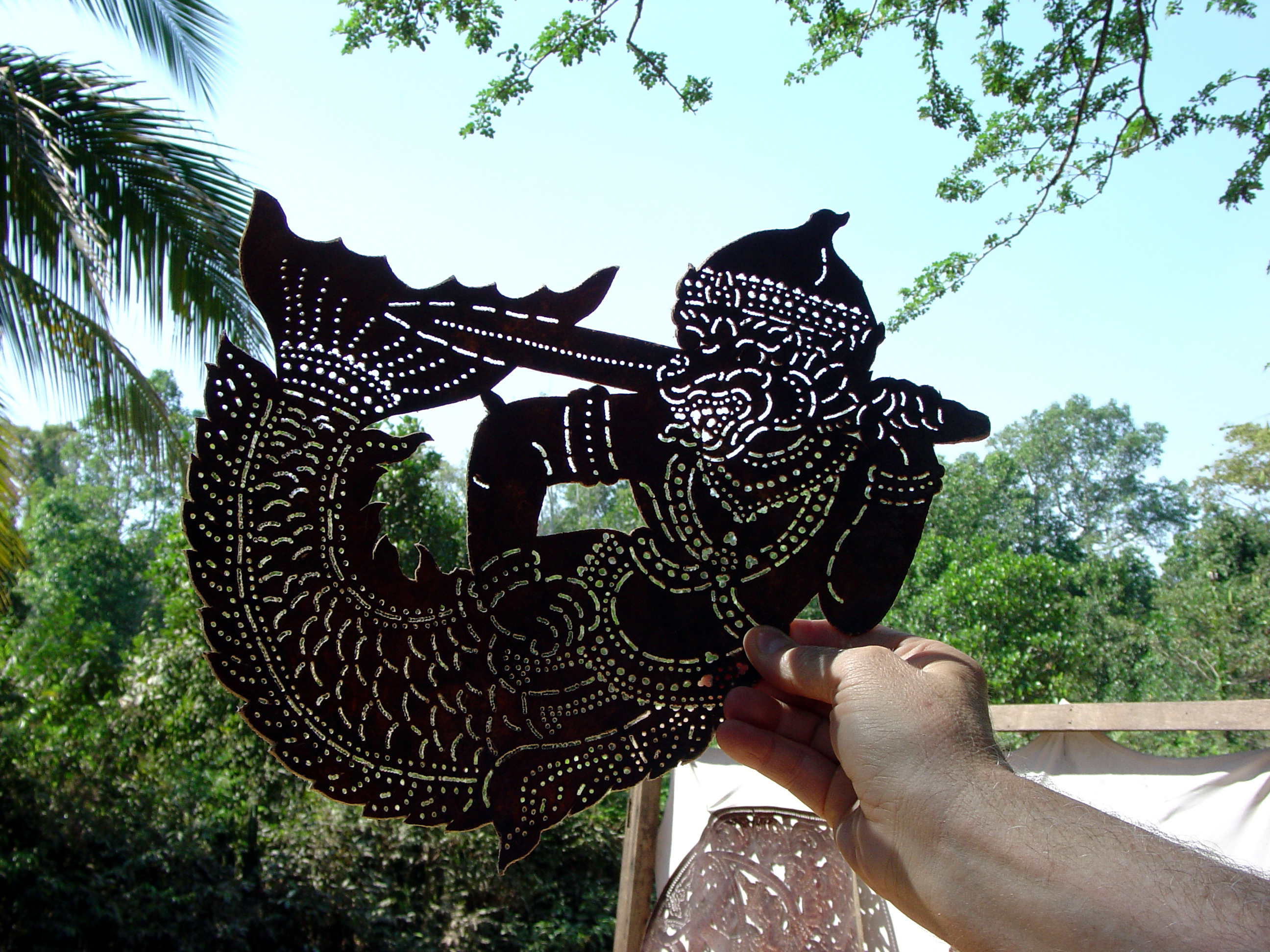
Stínová loutka (Kambodža)
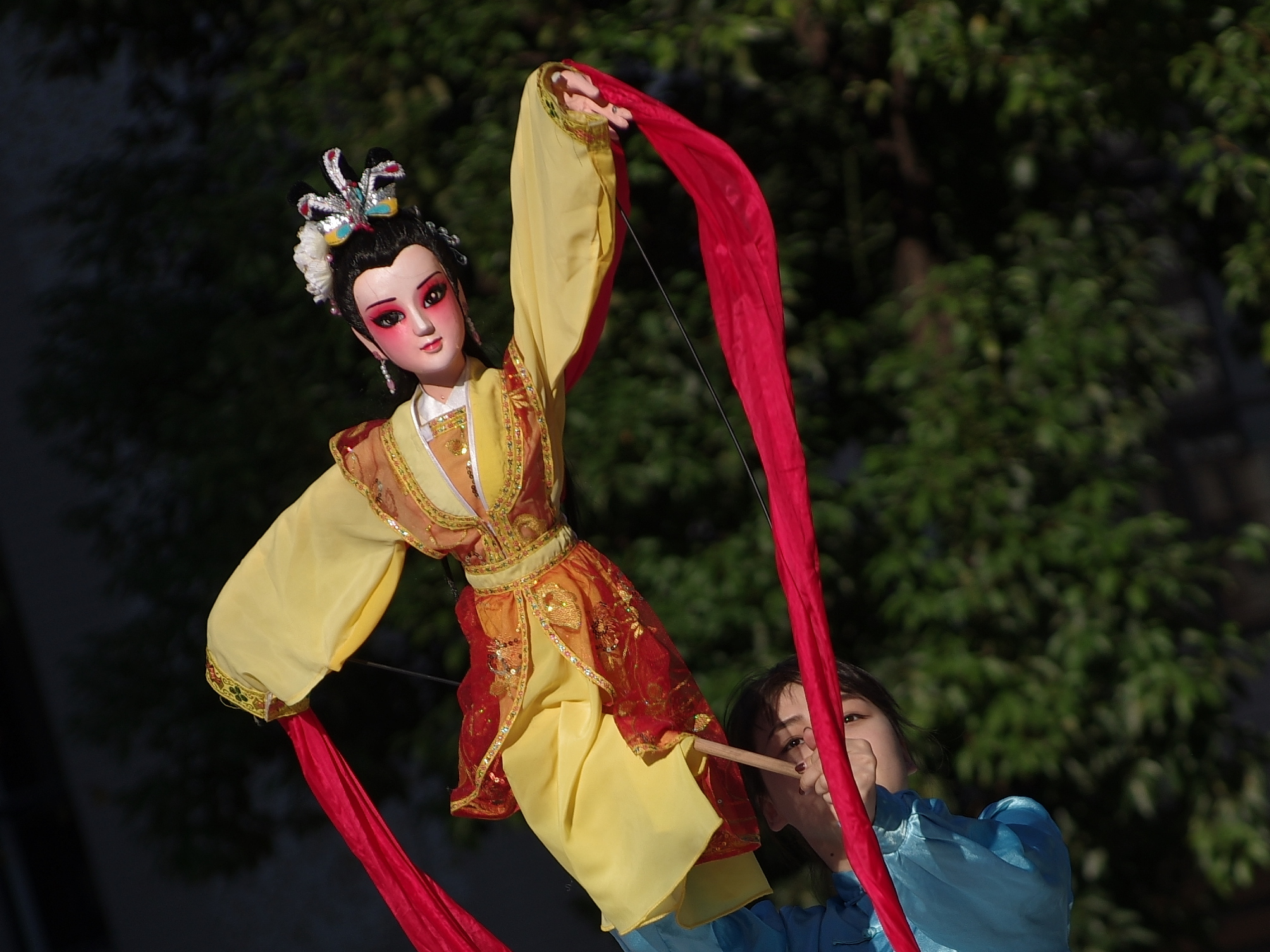
Čína
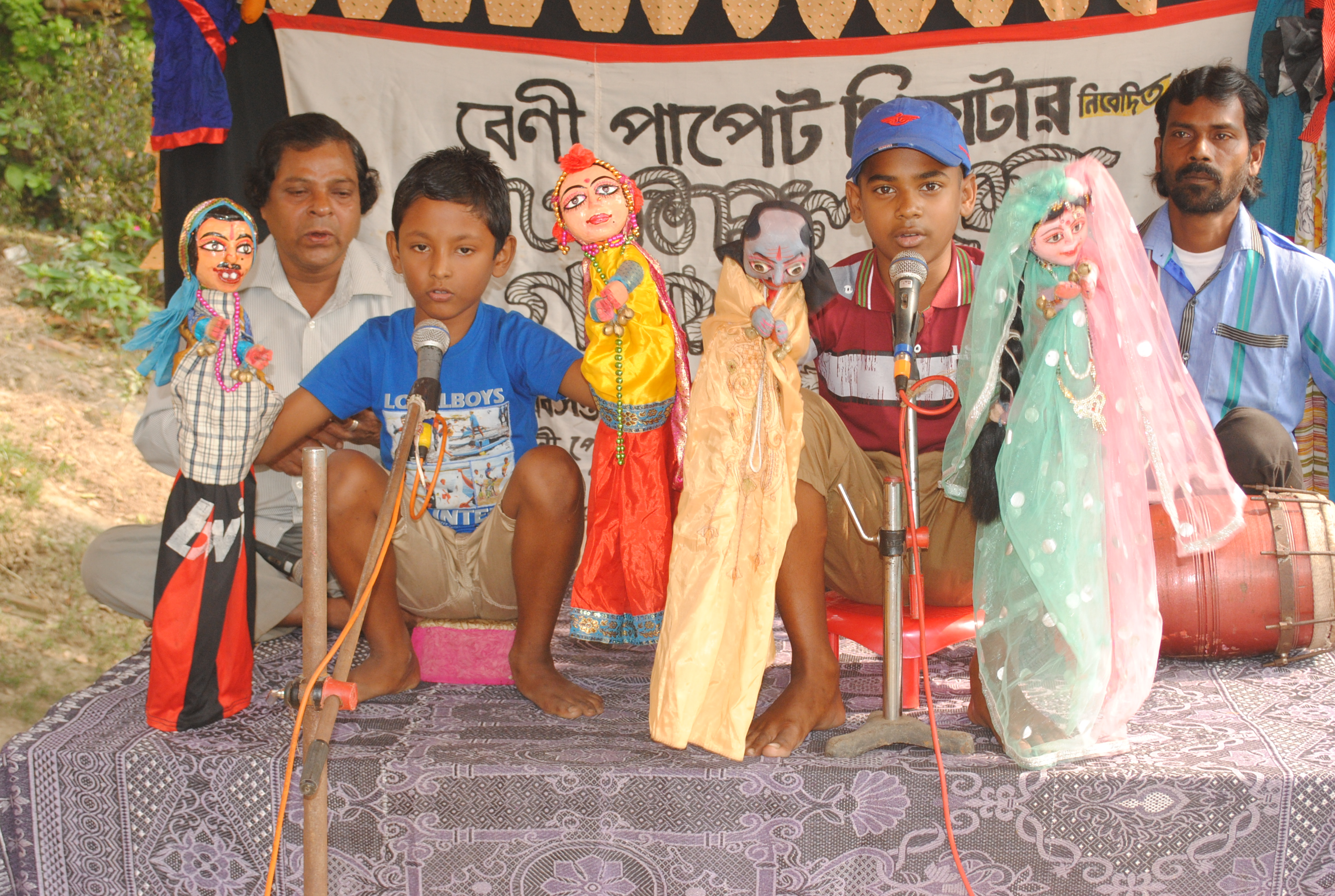
Maňáskové divadlo jako součást výuky (Indie)
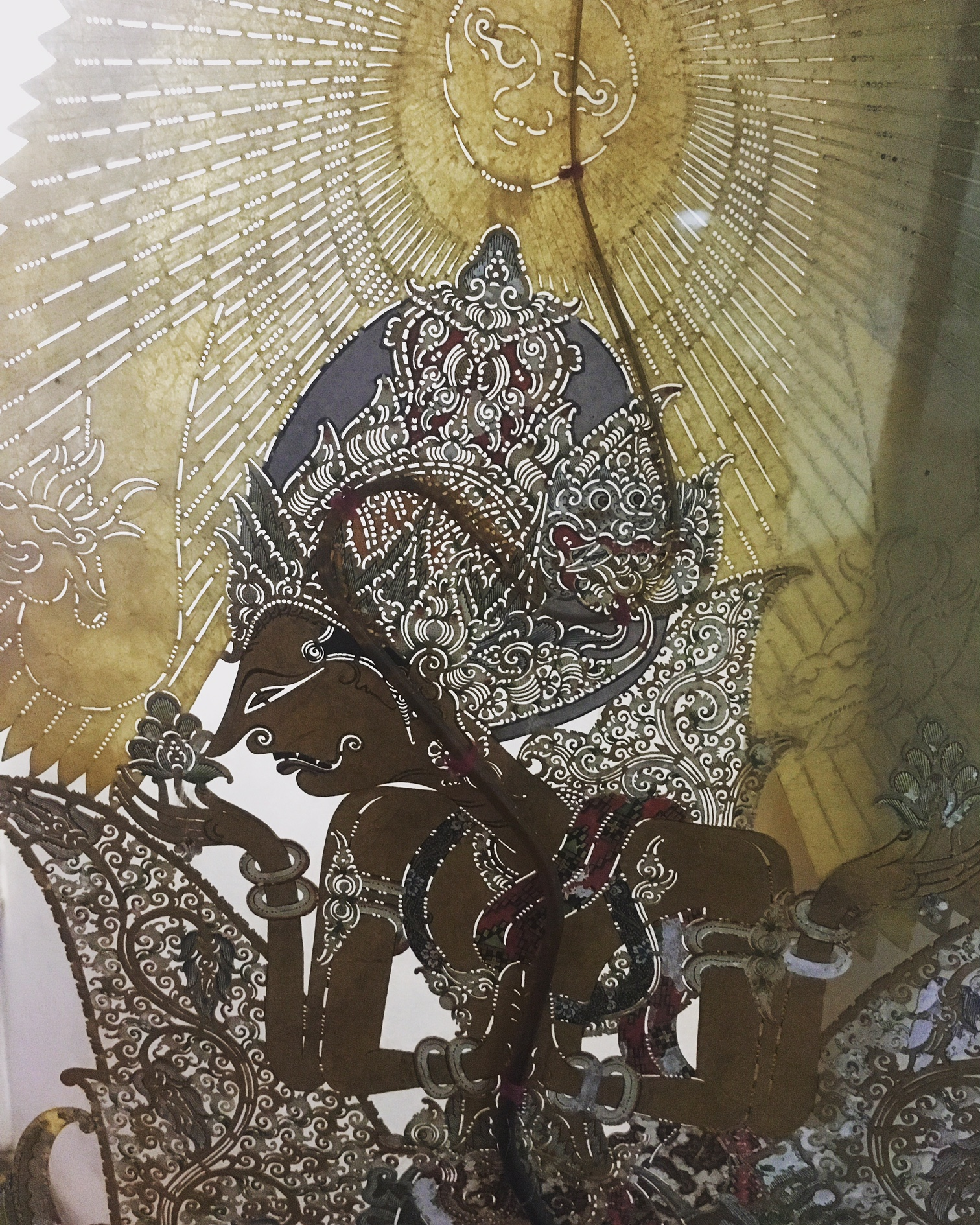
Stínová loutka (Indonésie), 2017
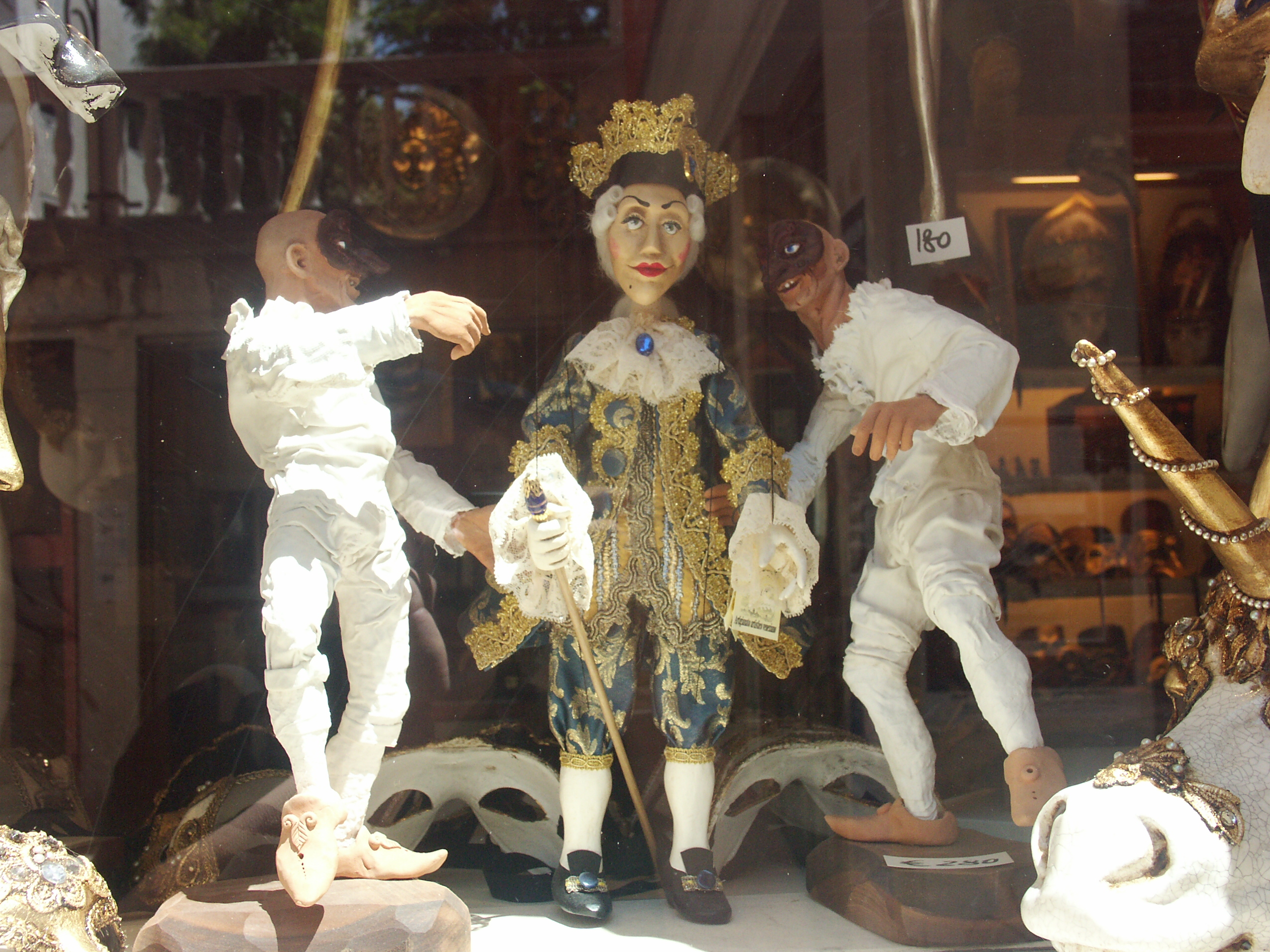
Loutky jako suvenýr (Itálie, Benátky), 2005
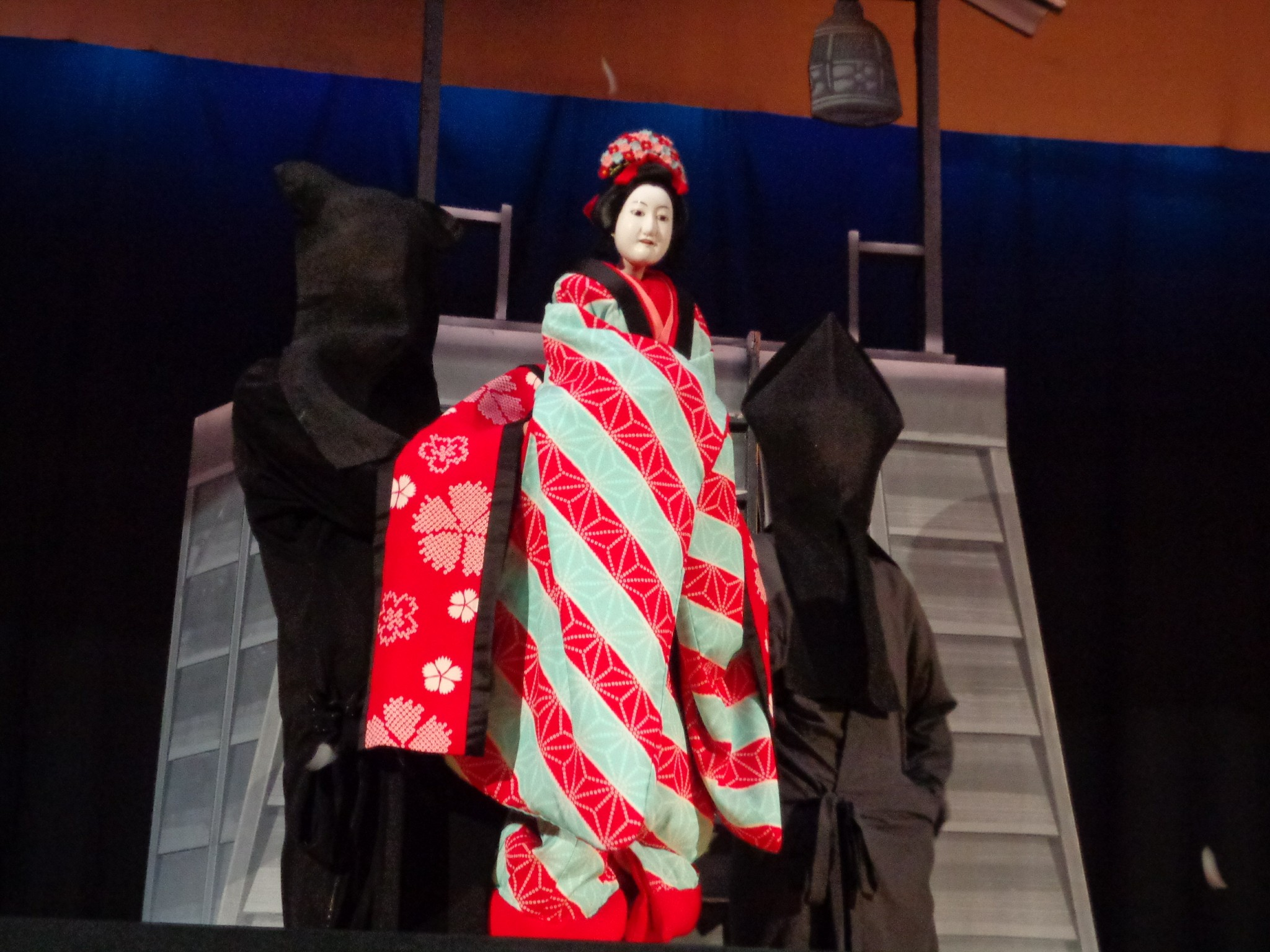
Divadlo bunraku (Japonsko), 2012
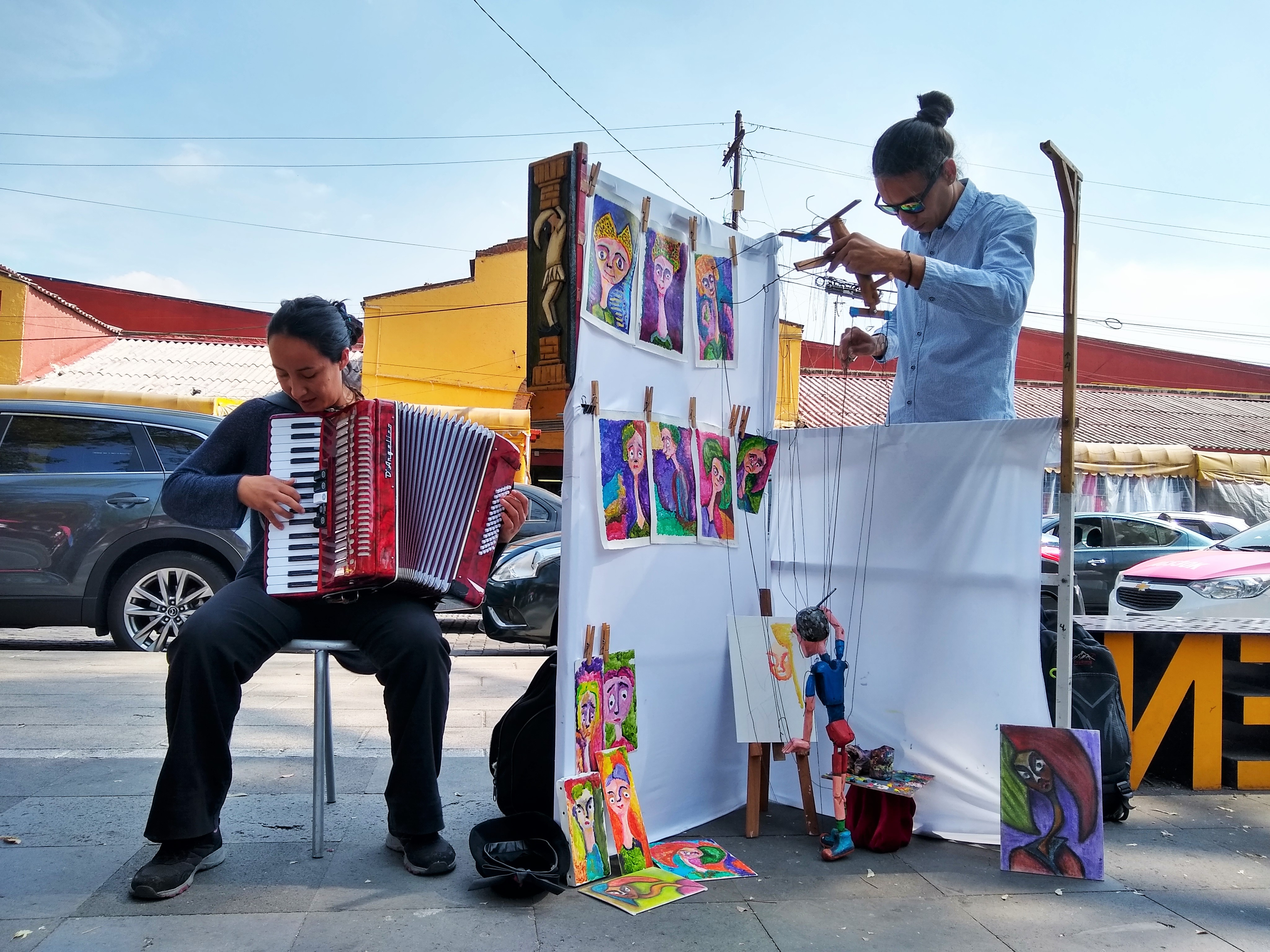
Malující loutka (Mexiko), 2019
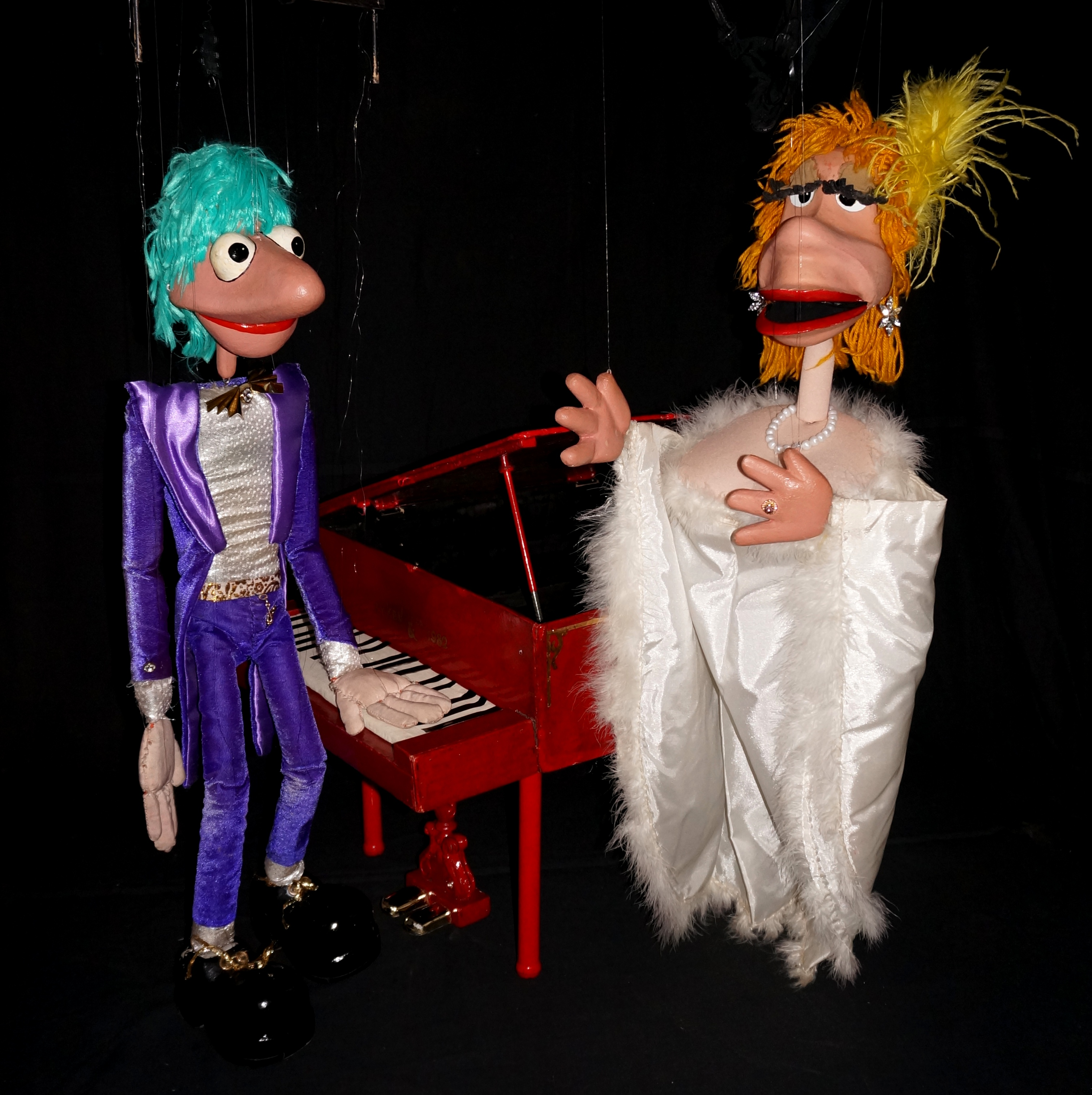
Pianista a zpěvačka (Rusko), 2014
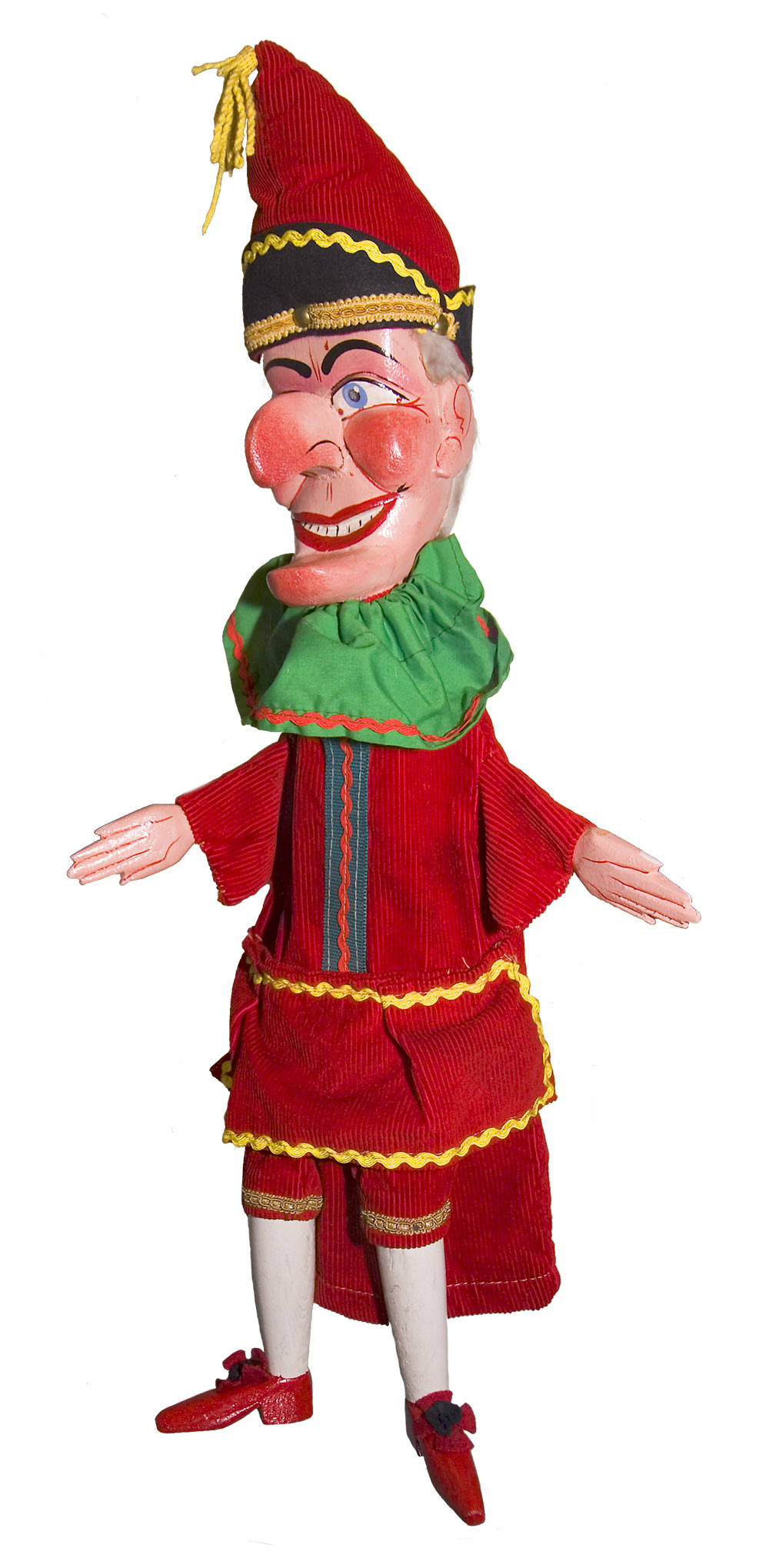
Mr. Punch – tradiční britská loutka
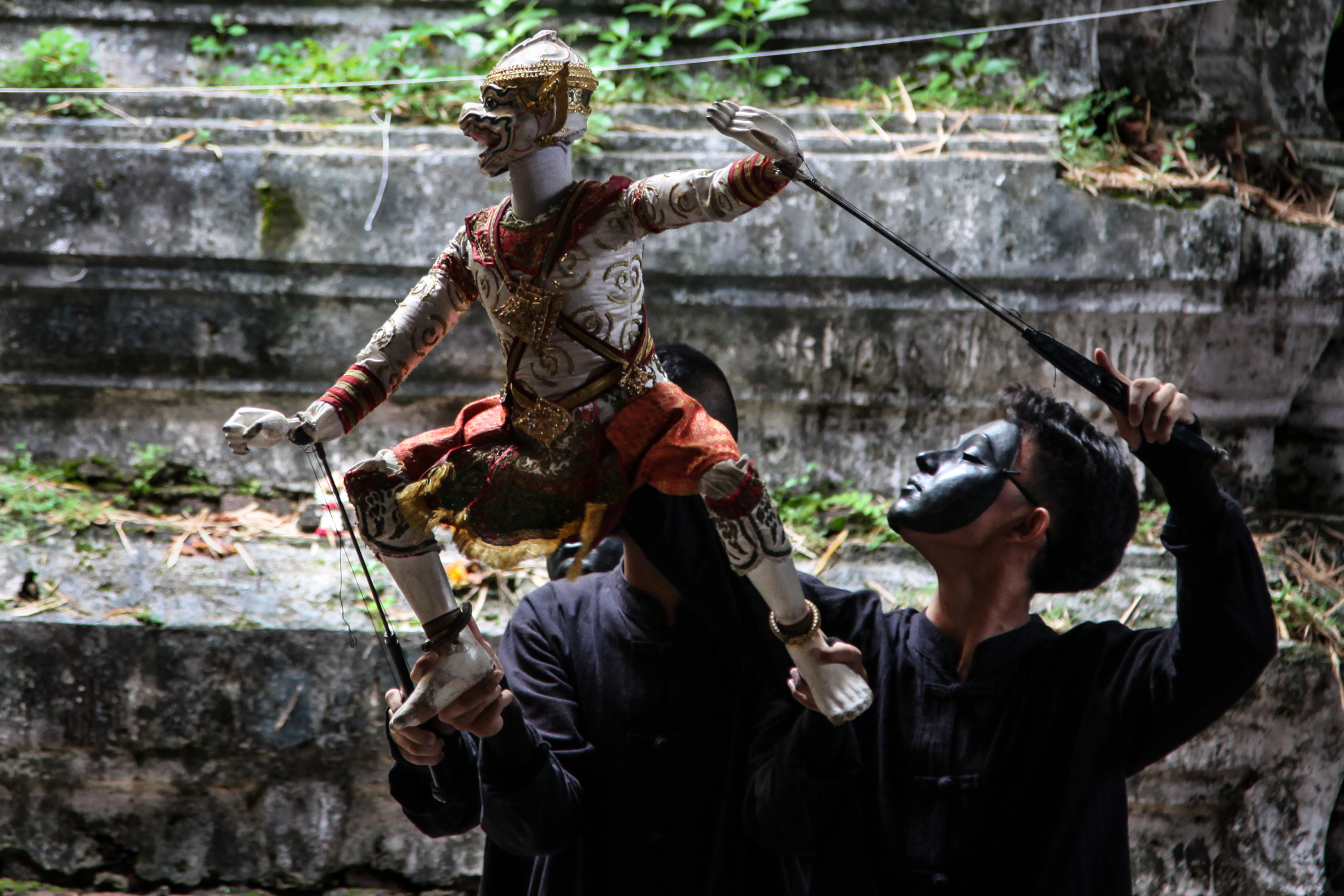
Thajsko (2018)
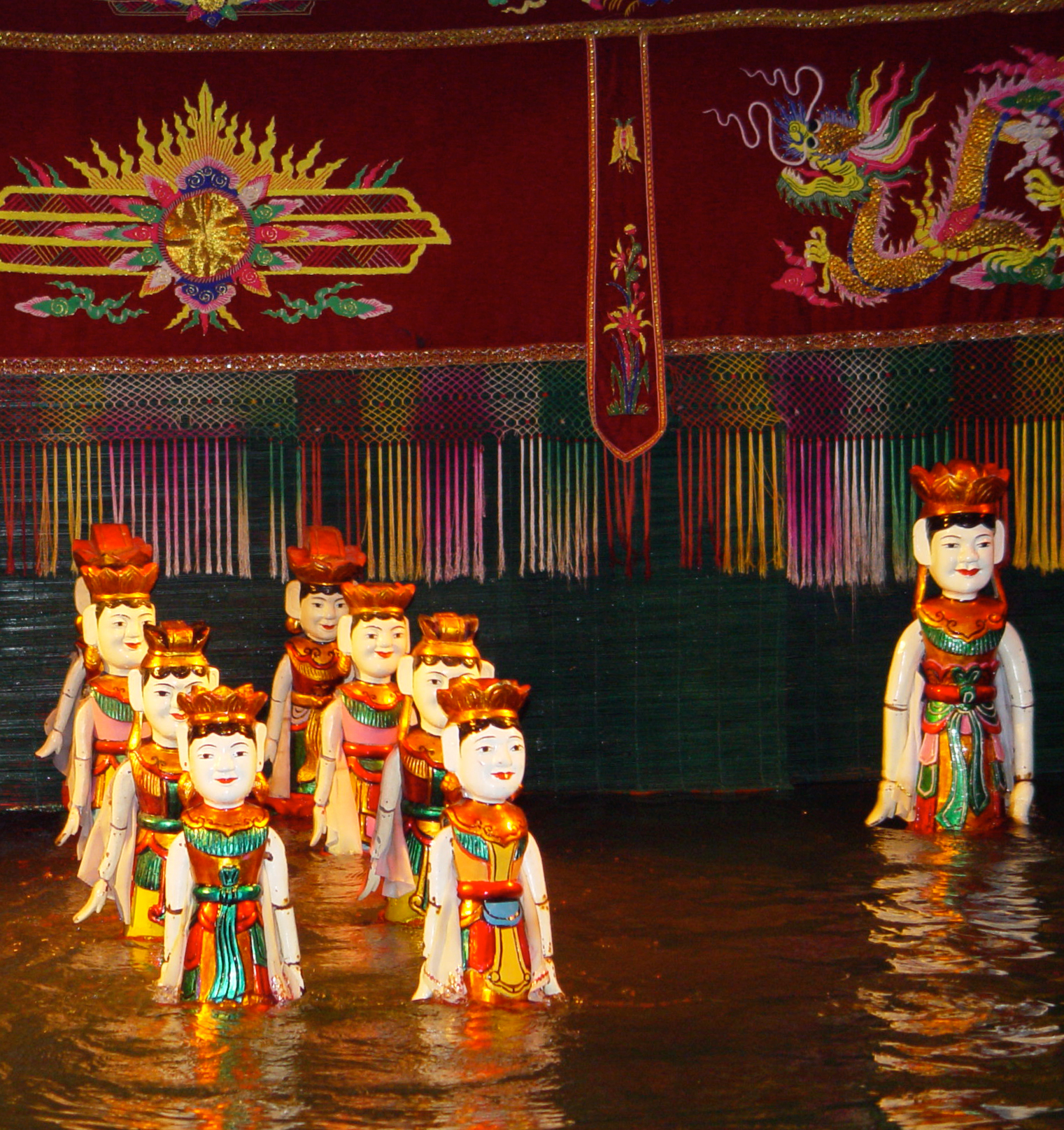
Tradiční vodní loutky (Viet Nam, Hanoi)

### Budovy loutkových divadel

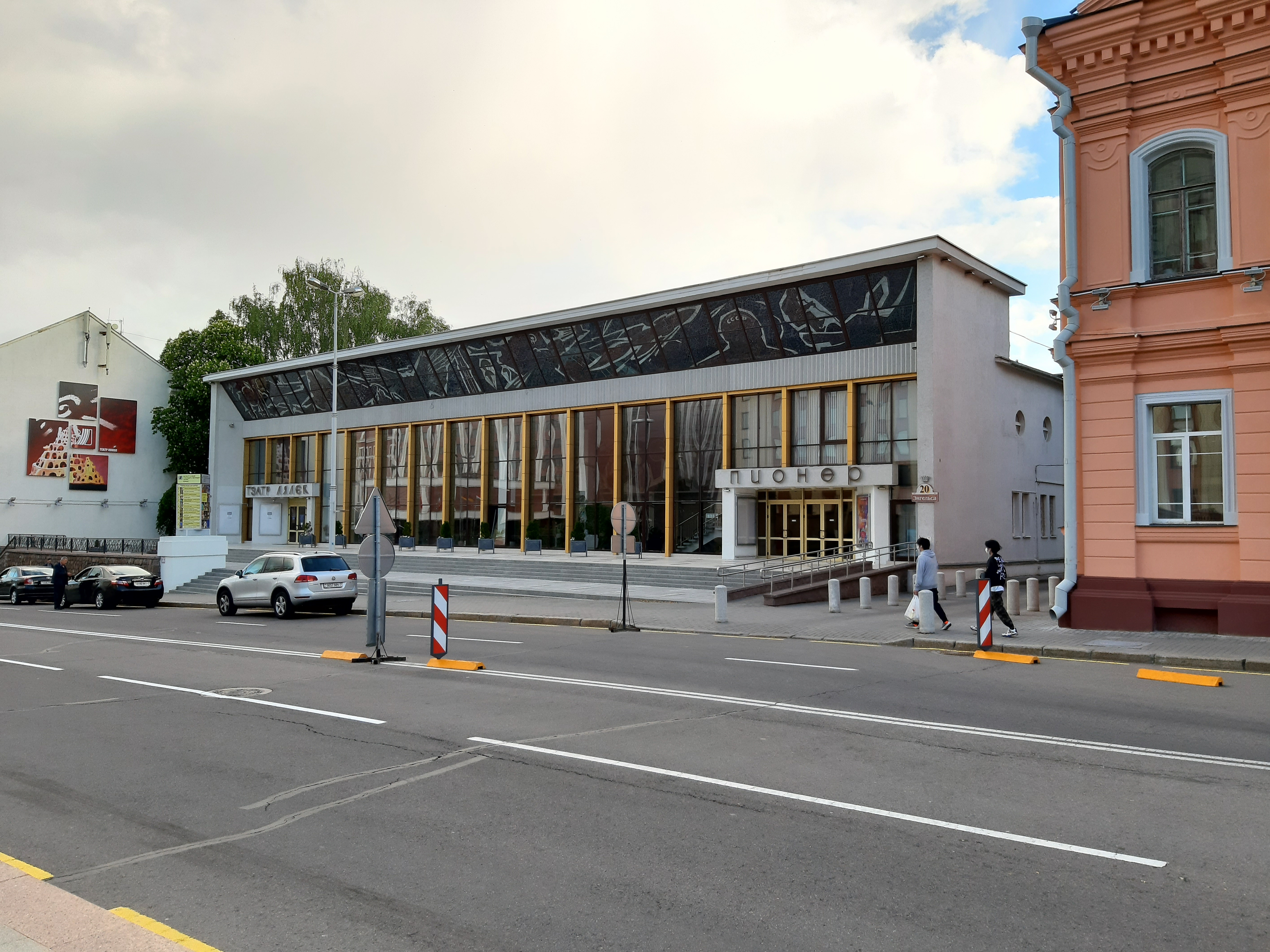
Minsk, Bělorusko
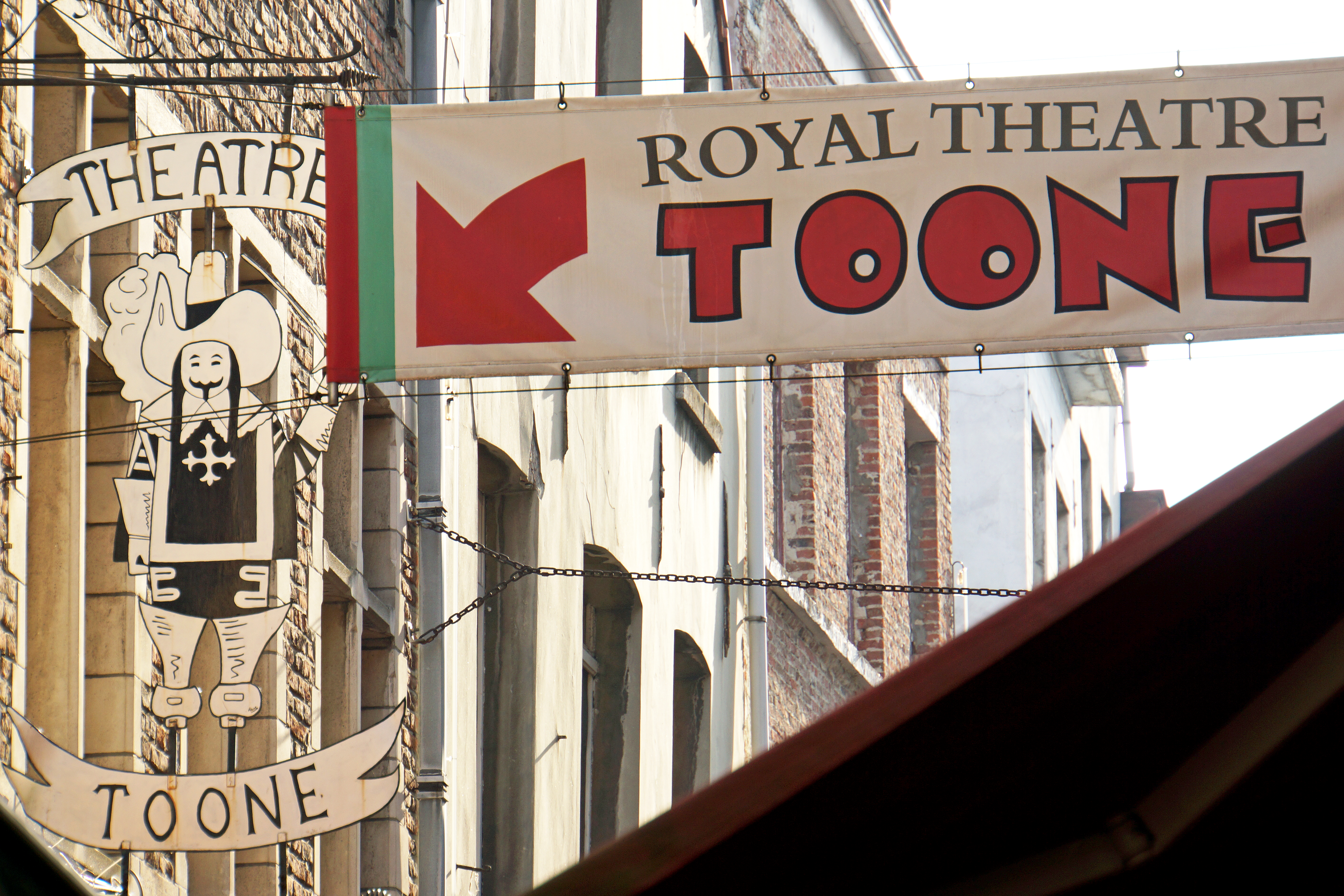
Divadlo Royal Toone, Belgie, Brusel
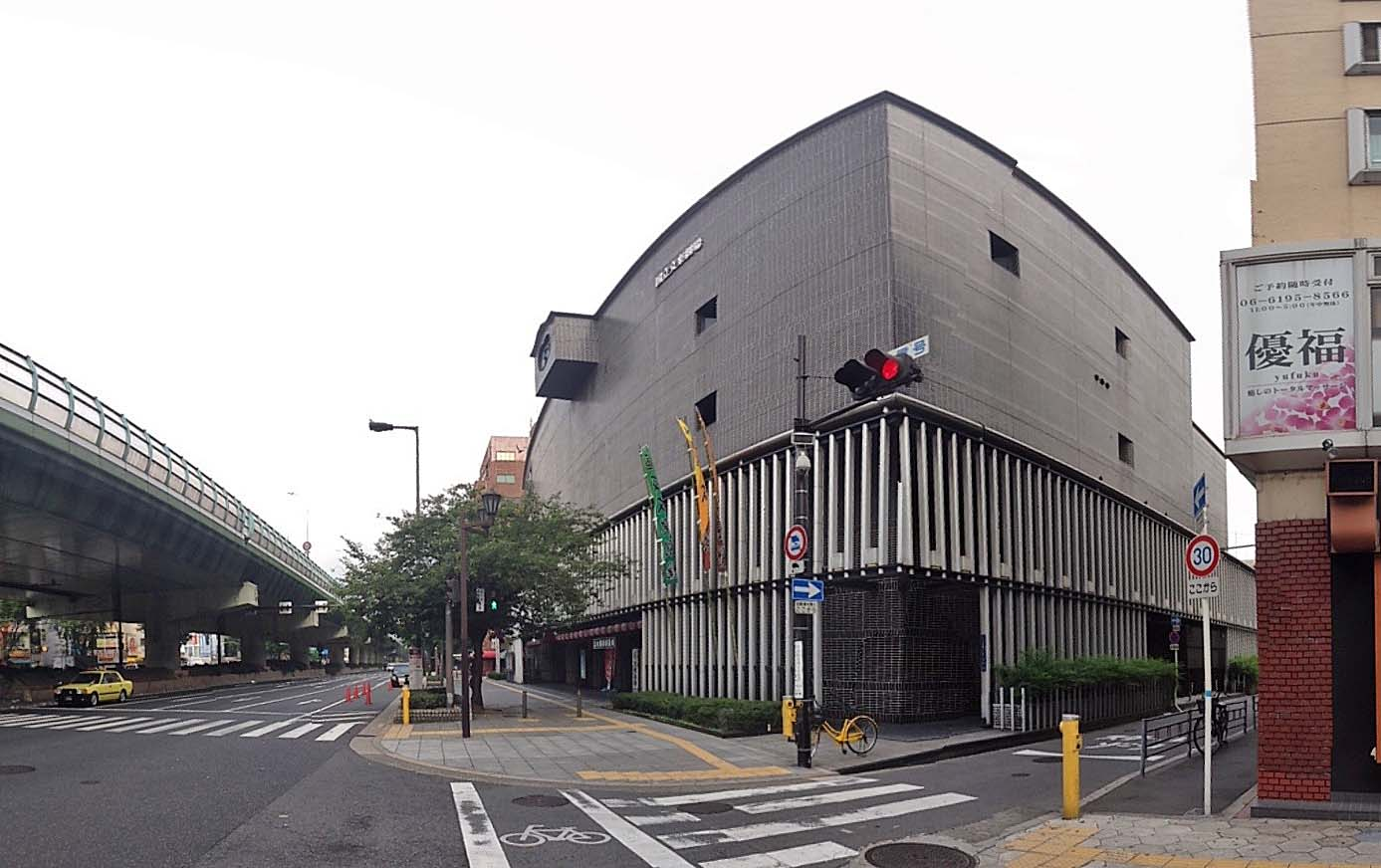
Národní loutkové divadlo (National Bunraku Theatre, Japonsko, Osaka)
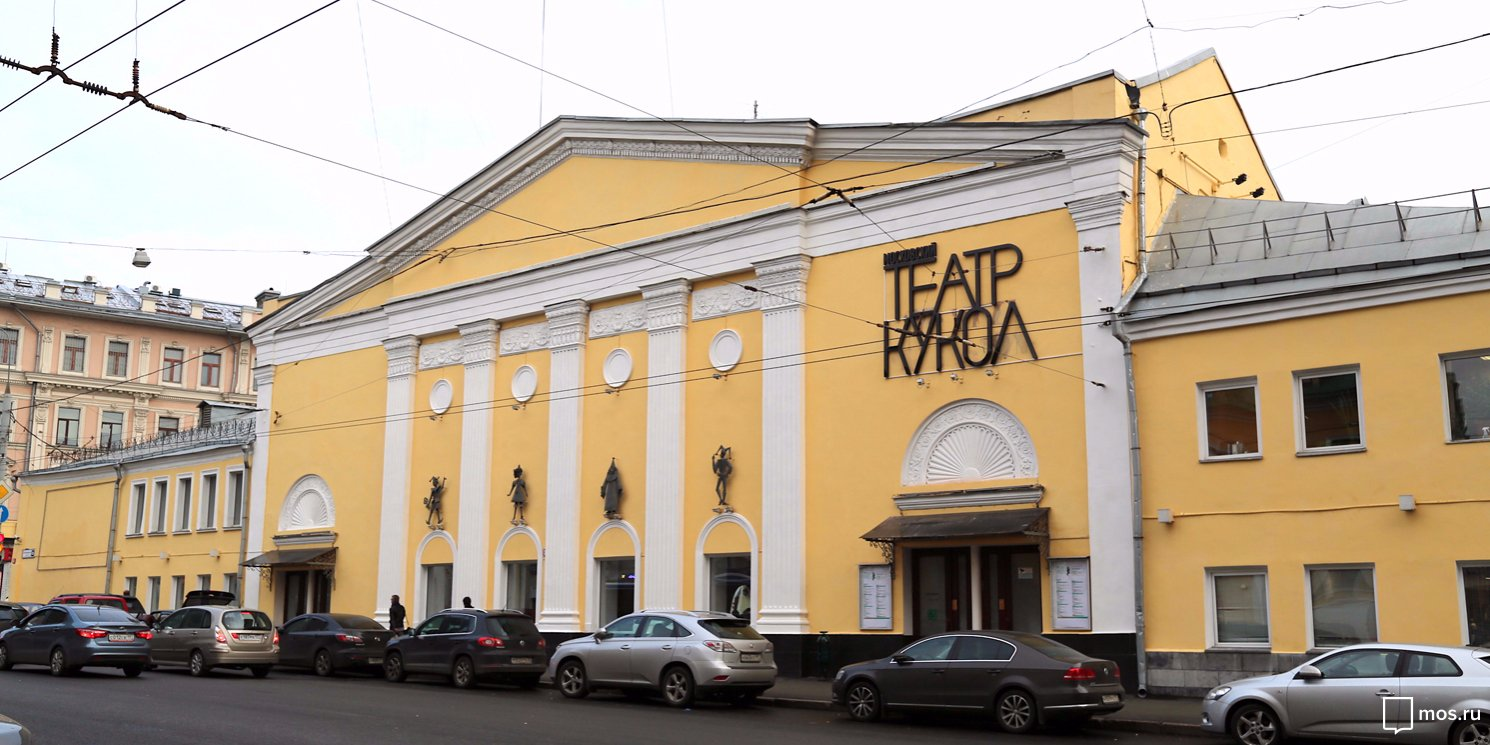
Rusko, Moskva
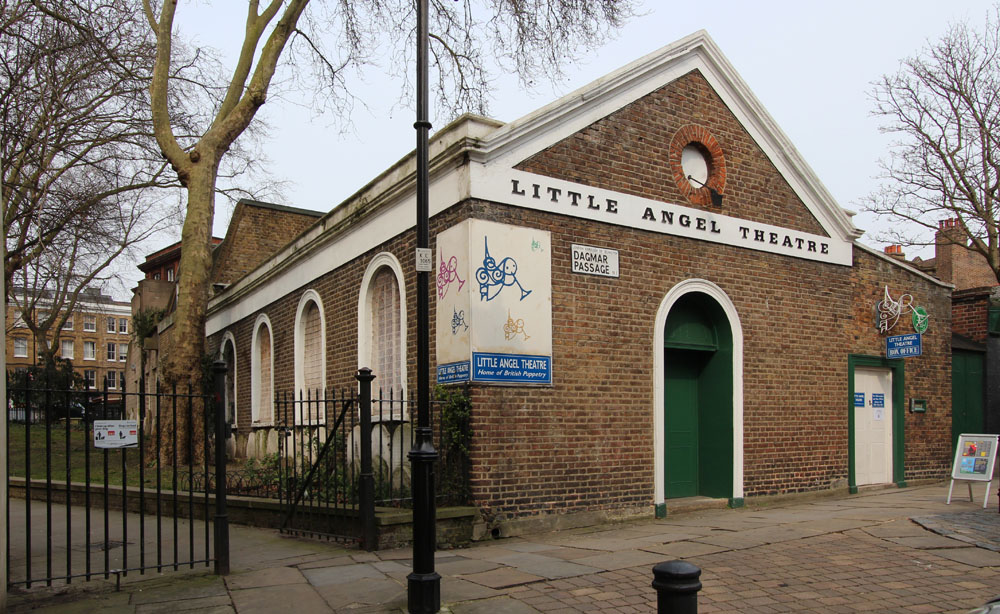
Little Angel Theatre, UK, Islington
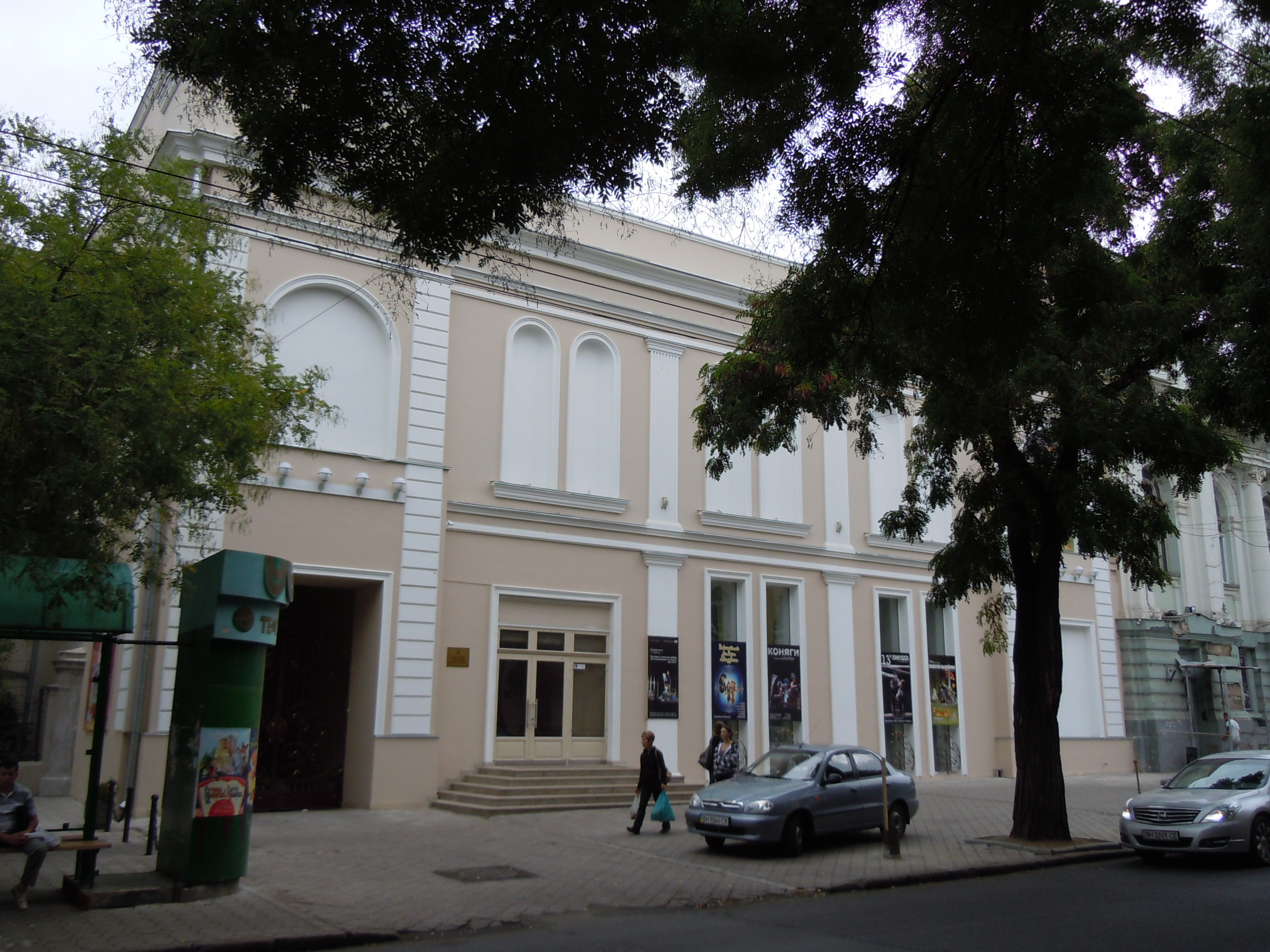
Ukrajina, Oděsa